# خفه شو و برقص
خفه شو و برقص (به انگلیسی: Shut Up and Dance) عنوان سومین قسمت از فصل سوم سریال بریتانیایی علمی–تخیلی آینه سیاه است. این اپیزود توسط خالق سریال آینه سیاه یعنی چارلی بروکر نوشته شده‌است. همچنین ویلیام بریجز نیز در نوشتن فیلم نامه این قسمت همکاری کرده‌است. کارگردانی این اپیزود توسط جیمز واتکینز انجام شده و بازیگرانی همچون الکس لاوتر و جروم فلین در آن ایفای نقش کرده‌اند.خفه‌شو و برقص همچون تمامی قسمت‌های فصل سوم سریال آینه سیاه؛ در تاریخ ۲۱ اکتبر ۲۰۱۶ توسط نت‌فلیکس منتشر شد.
داستان این اپیزود دربارهٔ پسر جوانی به نام کنی است که هنگام کار با لب تاپش و چرخ زدن در سایت‌های هرزه نگاری توسط هکرهایی ناشناس که از طریق دوربین وب کمش از او فیلم می‌گرفتند، تهدید می‌شود. هکرها تهدید می‌کنند که فیلم گرفته شده از کنی را به تمامی مخاطبان او ارسال می‌کنند؛ مگر اینکه او یک سری از کارها را انجام بدهد. در ادامه، کنی با مردی به نام هکتور همراه می‌شود که در وضعیت مشابه قرار دارد و همین هم وضعیت را پیچیده‌تر از قبل می‌کند.
«خفه‌شو و برقص» با واکنش‌های مثبتی مواجه شد. ایندیپندنت در ارزیابی‌ای که از سریال آینه سیاه منتشر کرد، خفه‌شو و برقص را جزو سه قسمت برتر سریال در تمامی فصل‌ها دانست. این قسمت سریال با حاشیه و واکنش‌های فراوانی نیز همراه بود و به خصوص بعضی از منتقدان نسبت به پایان بسیار تاریک آن نظراتی منفی منتشر کردند. بسیاری این اپیزود از سریال را از نظر ویژگی‌های داستانی، با قسمت «خرس سفید» از فصل دوم همین سریال مقایسه کردند.